# José García Padrón
José Daniel García Padrón, nació en México, Ecatepec de Morelos, Estado de México, el 11 de junio de 1997. Es un ex-actor y cantante aun activo de pop, pop rock, bolero, bachata, entre otros géneros.

## Resultados destacados en competición
Fue campeón de España en el año 1983 superando al jugador Juan Mario Gómez.